# Itasha

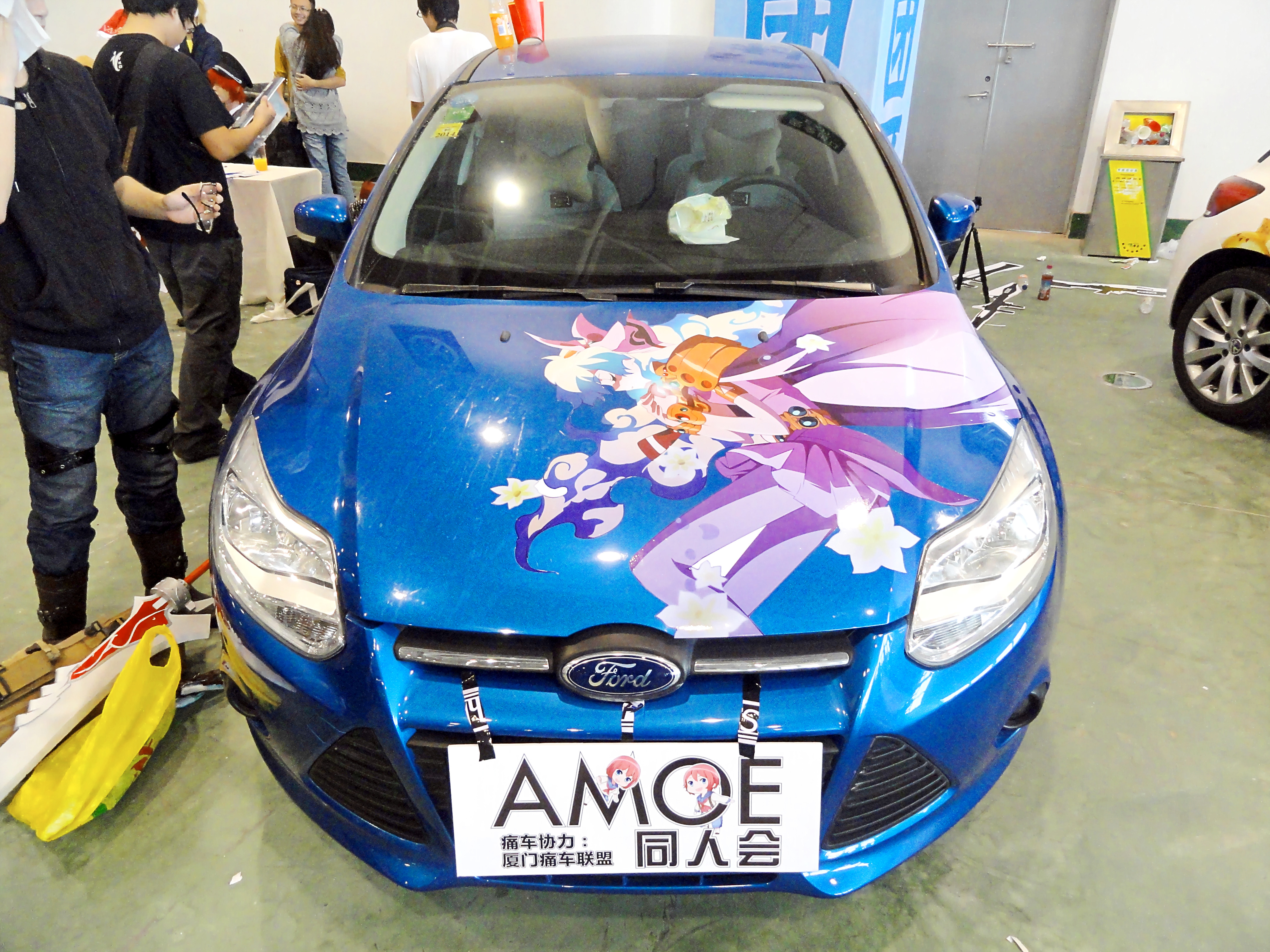
Um itasha em Xiamen, China com Nia de Gurren Lagann no capô

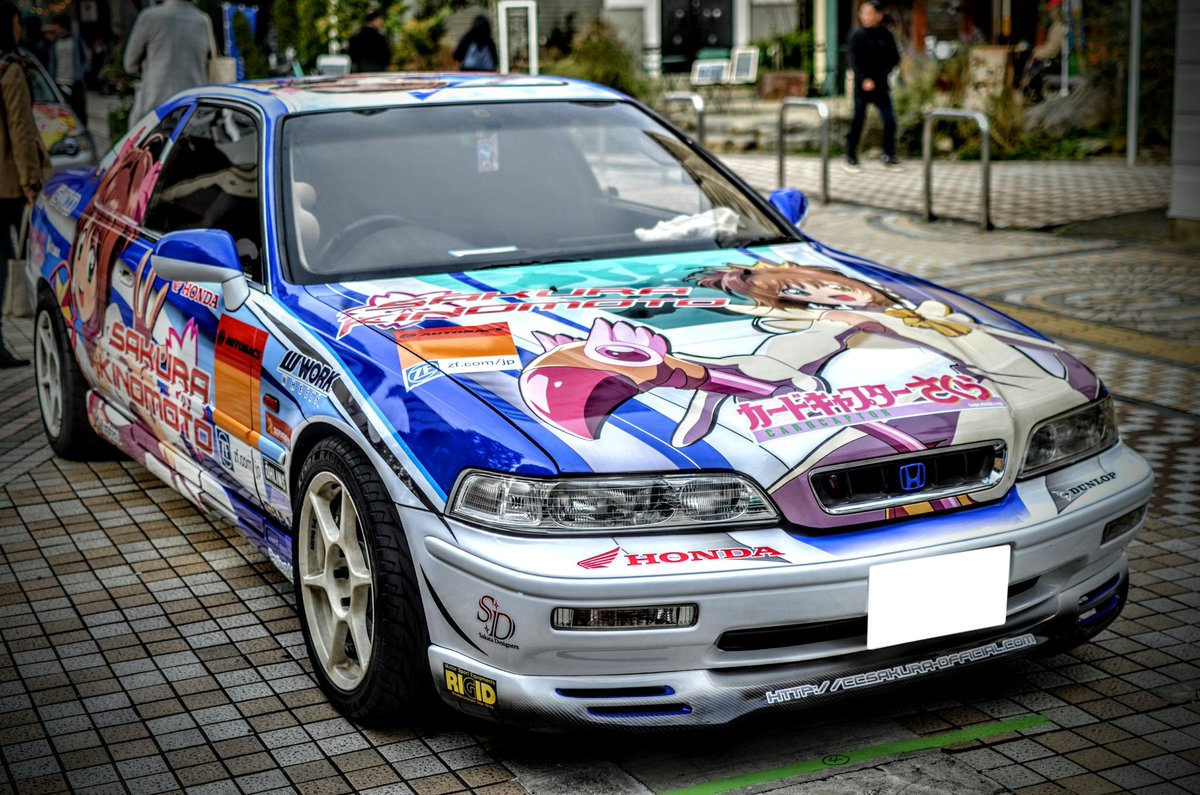
Um itasha em Tóquio, Japão com Sakura de Cardcaptor Sakura no carroceria

No Japão, um itasha (痛車, literalmente "carro doloroso") é um carro decorado com imagens de personagens de animes, mangás, ou videogames (especialmente jogos bishōjo ou eroge). Esses caracteres são, predominantemente, personagens femininos representativos da cultura "moe". As decorações geralmente envolvem esquemas de pintura e adesivos. Automóveis com essas características são propriamente denominados itasha, embora motocicletas e bicicletas no estilo recebam as denominações itansha (痛単車) e itachari (痛チャリ), respectivamente.
Esses carros são vistos com destaque em lugares como a Akihabara (Tóquio), Nipponbashi (Osaka), ou Ōsu (Nagoya).

## Etimologia
Na década de 1980, quando o Japão estava no auge de sua força econômica, As ruas de Tóquio tornaram-se um desfile de carros importados de luxo. Entre eles, os "itasha"— originalmente uma gíria japonesa gíria que designava um carro importado da Itália — estavam entre os mais desejados. Desde então, o termo itasha foi ressignificado para a decoração de veículos, como derivado da combinação entre as palavras japonesas para itai (痛い, doloroso) e sha (車, veículo). Itai aqui significa "dor", o que pode ser interpretado como "dolorosamente embaraçoso", "doloroso para a carteira", devido aos altos custos envolvidos, ou "doloroso de olhar" (desagradável à vista). O nome também é um trocadilho para os carros italianos (イタリア車, Itaria-sha), truncado na gíria como Itasha (イタ車).

## História
Essa subcultura começou no Japão na década de 1980, com pelúcias e adesivos de personagens, , mas só se tornou um fenômeno no século XXI, quando a cultura dos animes tornou-se relativamente bem conhecida através da Internet. O mais antigo relato conhecido de um veículo decorado como itasha em uma convenção foi em agosto de 2005, no Comic Market 68.

## Em outros países
Veículos decorados nesse estilo são encontrados em Taiwan, Filipinas, Malásia, Estados Unidos, Brasil, Indonésia, e Reino Unido.

## Itasha no Brasil
No Brasil, a Cultura Itasha está sendo inserida oficialmente desde 2021, através do Grupo de Internet "Itasha Brasil". Diferente de outros países, onde a cultura é inserida mais facilmente, por conta da personalização ser mais barata, no Brasil, o parâmetro para se iniciar um Itasha, é ter pelo menos um paralama decorado com alguma personagem (preferencialmente personagem feminina, de anime, game ou mangá), até o "full itasha", que seria um carro inteiro adesivado, pintado ou decorado com personagens.[carece de fontes?]
Igualmente a outros países no mundo, as motos, bicicletas e demais veículos, também são considerados da cultura, obedecendo sempre o bom senso, quando observado o excesso de sensualidade ou o uso de hentai, preservando os bons costumes e evitando a pornografia.

## Usos correlatos

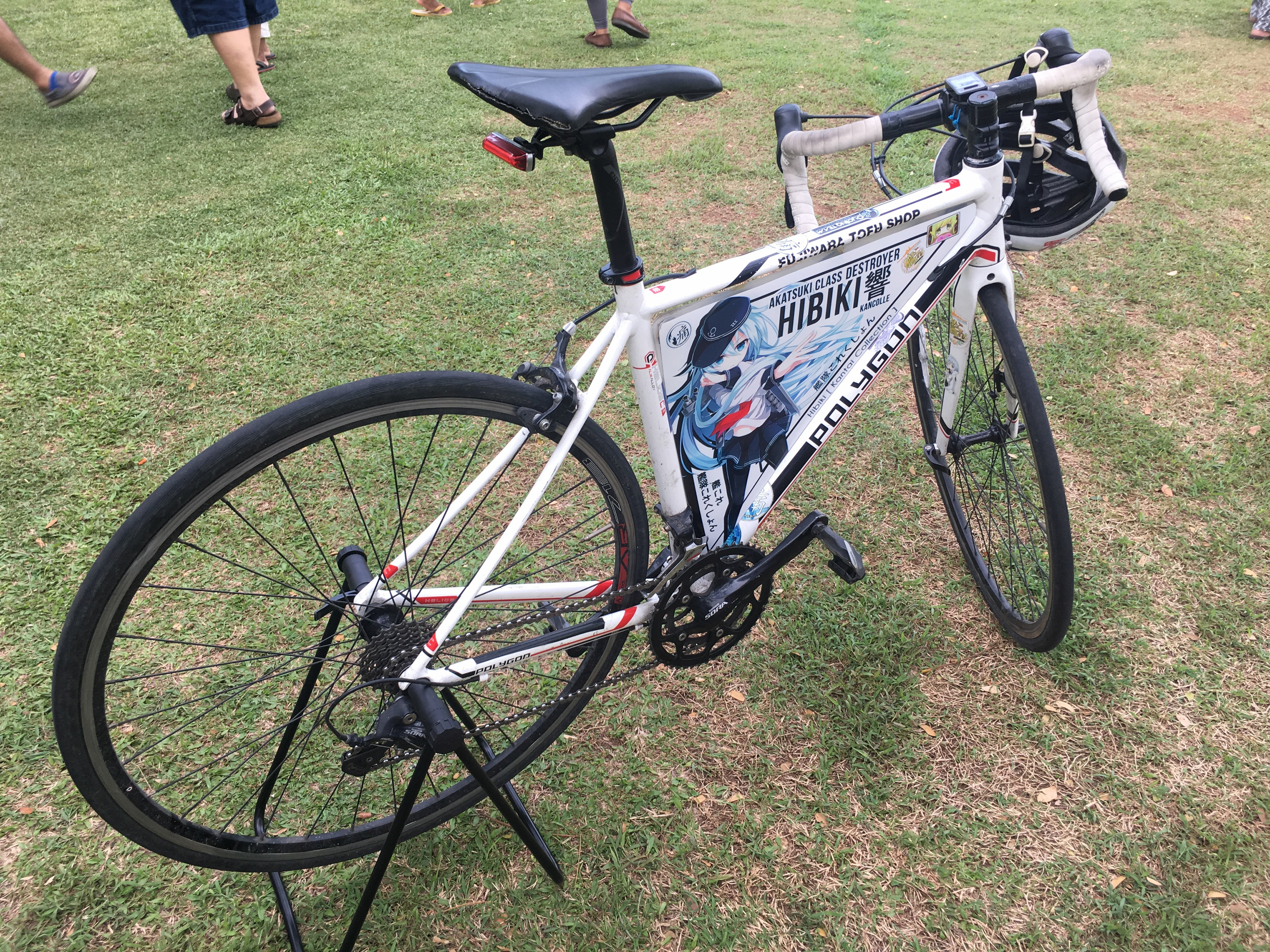
Um itachari no Sul de Tangerang, na Indonésia com Hibiki da Kantai Collection no quadro

O estilo decorativo itasha também é encontrado em aeronaves, gabinetes de computador e outros produtos. O equivalente ao itasha no setor de vestuário é o "ita-bag", um saco coberto com emblemas relacionados ao fandom,  broches, etc.